# Gesäters socken
Gesäters socken i Dalsland ingick i Vedbo härad, ingår sedan 1971 i Dals-Eds kommun och motsvarar från 2016 Gesäters distrikt.
Socknens areal är 28,58 kvadratkilometer varav 28,34 land. År 2000 fanns här 155 invånare. Sockenkyrkan Gesäters kyrka ligger i socknen.   

## Administrativ historik
Socknen har medeltida ursprung. 
Vid kommunreformen 1862 övergick socknens ansvar för de kyrkliga frågorna till Gesäters församling och för de borgerliga frågorna bildades Gesäters landskommun. Landskommunen uppgick 1952 i Dals-Eds landskommun som 1971 ombildades till Dals-Eds kommun. Församlingen uppgick 2010 i Dals-Eds församling.
1 januari 2016 inrättades distriktet Gesäter, med samma omfattning som församlingen hade 1999/2000.
Socknen har tillhört län, fögderier, tingslag och domsagor enligt vad som beskrivs i artikeln Vedbo härad. De indelta soldaterna tillhörde Västgöta-Dals regemente, Vedbo kompani.

## Geografi
Gesäters socken ligger sydväst om Ed kring Örekilsälven och Töftedalsån. Socknen har odlingsbygd vid åarna och är i övrigt en skogsbygd.

## Fornlämningar
Från järnåldern finns gravar och stensättningar.

## Namnet
Namnet skrevs 1512 Gäsetter och kommer från en gård. Namnet innehåller get och säter, 'utmarksäng'.

## Befolkningsutveckling
| Befolkningsutvecklingen i Gesäters socken 1750–1990                                                     | Befolkningsutvecklingen i Gesäters socken 1750–1990 | Befolkningsutvecklingen i Gesäters socken 1750–1990 | Befolkningsutvecklingen i Gesäters socken 1750–1990 | Befolkningsutvecklingen i Gesäters socken 1750–1990 |
| --- | --------------------------------------------------- | --------------------------------------------------- | --------------------------------------------------- | --------------------------------------------------- |
| |                                                     |                                                     |                                                     |                                                     |
| År |                                                     |                                                     | Folkmängd                                           |                                                     |
| 1750 | 1750                                                |                                                     | 364                                                 |                                                     |
| 1760 | 1760                                                |                                                     | 375                                                 |                                                     |
| 1780 | 1780                                                |                                                     | 382                                                 |                                                     |
| 1790 | 1790                                                |                                                     | 390                                                 |                                                     |
| 1810 | 1810                                                |                                                     | 323                                                 |                                                     |
| 1820 | 1820                                                |                                                     | 425                                                 |                                                     |
| 1830 | 1830                                                |                                                     | 528                                                 |                                                     |
| 1840 | 1840                                                |                                                     | 630                                                 |                                                     |
| 1850 | 1850                                                |                                                     | 732                                                 |                                                     |
| 1860 | 1860                                                |                                                     | 811                                                 |                                                     |
| 1870 | 1870                                                |                                                     | 791                                                 |                                                     |
| 1880 | 1880                                                |                                                     | 758                                                 |                                                     |
| 1890 | 1890                                                |                                                     | 605                                                 |                                                     |
| 1900 | 1900                                                |                                                     | 550                                                 |                                                     |
| 1910 | 1910                                                |                                                     | 494                                                 |                                                     |
| 1920 | 1920                                                |                                                     | 465                                                 |                                                     |
| 1930 | 1930                                                |                                                     | 424                                                 |                                                     |
| 1940 | 1940                                                |                                                     | 410                                                 |                                                     |
| 1950 | 1950                                                |                                                     | 371                                                 |                                                     |
| 1960 | 1960                                                |                                                     | 280                                                 |                                                     |
| 1970 | 1970                                                |                                                     | 187                                                 |                                                     |
| 1980 | 1980                                                |                                                     | 175                                                 |                                                     |
| 1990 | 1990                                                |                                                     | 149                                                 |                                                     |
| Anm: Källor: Umeå universitet - Tabellverket 1749-1859, Demografiska databasen, CEDAR, Umeå universitet |                                                     |                                                     |                                                     |                                                     |